# 土井善晴の美食探訪
『土井善晴の美食探訪』（どいよしはるのびしょくたんぼう）は、2017年3月27日から2020年3月24日までBS朝日で放送されたグルメ番組。
BS朝日とプロジェクト ドーンの共同製作。

## 概要
料理研究家の土井善晴による2時間のグルメリポート番組。土井が日本各地の市場・料亭・レストランなどを回り、そこで振る舞われる食材・料理を自らの舌で堪能する。
番組は、2017年3月27日と同年7月10日に2回、特別番組として放送された後、同年10月2日からレギュラー放送を行っている。また番組は、特番時代の初回から全編4Kカメラでの撮影を行っている。
主に月2回の新作を放映しており、それ以外の週は放映済み分の再放送を放送することが多かった。
2019年10月15日からは番組タイトルを『土井善晴の美食探訪 美味しいに決まっている店』としてリニューアル。同時に放送時間を2時間から1時間枠に縮小した。

### メイン企画
番組のメイン企画は、ほぼ半期ごとにリニューアルされている。
- 第1期（2017年10月～2018年3月） - ナビゲーターである土井が、全国各地の有名料亭・中華料理店・フレンチレストランをリポートする。収録場所によりゲストタレントの2人でリポートする。
- 第2期（2018年4月～2018年9月） - 全国各地の”市場”に注目し、土井とゲストタレントがその折々の市場での商いや旬の食材をリポートしながら合わせて周辺の名店で振る舞われる食材・料理を自らの舌で堪能する。
- 第3期（2018年10月～2019年3月） - 東京の特定の地区で和食・中華・フレンチ（イタリアン）をピックアップし、ナビゲーター役のタレント（アシスタントと明記）が土井を案内しながらレポートする。
- 第4期（2019年4月～2019年9月） - 「美味しいに決まっている店」として、土井とはしのえみが「人生に一度は食べてみたい名店の料理」を紹介する。
- 第5期（2019年10月～2020年3月） - 番組を1時間に縮小。前半を「美味しいに決まっている店」の紹介、後半は芸能人ゲストが常連の店に案内し、土井とはしのに紹介する。

## 放送時間
いずれも日本標準時。
- 月曜 19:00 - 20:54 （2017年3月27日・7月10日）
- 月曜 21:00 - 22:54 （2017年10月2日 - 2018年3月26日）
- 月曜 19:00 - 20:54 （2018年4月9日 - 2019年9月30日）
- 火曜 21:00 - 21:54 （2019年10月15日 - ）

## 出演者

### レギュラー
- 土井善晴
- はしのえみ - アシスタント

### 過去のアシスタント
- 高樹千佳子
- 政井マヤ

### 過去出演のゲスト
- 高橋英樹
- 中尾彬
- 8代目中村芝翫
- 賀来千香子
- 林家たい平
- 15代鳴戸親方（元大関・琴欧州）
- 由美かおる
- 風間トオル
- ジュディ・オング
- ベリッシモ・フランチェスコ
- 岡江久美子
- 藤田朋子
- 野村真美
- 市毛良枝
- 水野真紀
- 中田喜子
- 竹下景子
- 高木美保
- 森口瑤子

## スタッフ
- ナレーション:近藤サト
- 構成：むらこし豪昭、尾村怜
- 撮影：長塚史視、辻明徳
- 照明：原浩之
- 編集：島田金治
- MA：長谷川真哉
- 音効：成岡知弘
- TK：伊藤梓見
- リサーチ：フォーミュレーション、ダイズ
- タイトル：堀内肇
- 衣装協力：miss ashida、TAE ASHIDA
- 技術協力：TSP、麻布プラザ
- 協力：世界文化社
- 広報：田中久美香（BS朝日）
- 番組デスク：相良美久（BS朝日）
- 制作デスク：水島ひろみ
- AP：岩崎隆昌
- AD：白幡拓弥
- ディレクター：上嶋昌之、清家史嗣、林高明
- プロデューサー：山下龍蔵（BS朝日）、松本光司、中山政博
- チーフプロデューサー：岩田潤（BS朝日）
- 制作協力：マウントポジション、TCJ、frame inf
- 制作：BS朝日、プロジェクト ドーン